# Milna (miasto Vis)
Milna – wieś w Chorwacji, w żupanii splicko-dalmatyńskiej, w mieście Vis. W 2011 roku liczyła 30 mieszkańców.